# 왕두더지쥐
왕두더지쥐(Tachyoryctes rex)는 소경쥐과에 속하는 설치류의 일종이다. "왕아프리카두더지쥐", "산지두더지쥐"로도 불린다. 케냐산의 높은 곳에서만 서식하며, 흔하게 발견된다. 일부는 애버데어산맥두더지쥐와 동일종으로 간주하고 있다.